# Mustavaara (kulle i Finland, Lappland, Tunturi-Lappi)
Mustavaara är en kulle i Finland.   Den ligger i den ekonomiska regionen  Fjäll-Lappland  och landskapet Lappland, i den norra delen av landet, 800 km norr om huvudstaden Helsingfors. Toppen på Mustavaara är 296 meter över havet.
Terrängen runt Mustavaara är huvudsakligen platt.  Trakten runt Mustavaara är nära nog obefolkad, med mindre än två invånare per kvadratkilometer. Det finns inga samhällen i närheten. 